# Lena Martinsson
Lena Martinsson, född 1962, är professor i genusvetenskap, docent i etnologi och prefekt vid Institutionen för kulturvetenskaper vid Göteborgs universitet.
Martinsson disputerade 1997 med avhandlingen Gemensamma liv: om kön, kärlek och längtan. Hon är engagerad i forskning kring digitala teknologiers interaktion med civilsamhället och hur detta påverkar transnationella rörelser med fokus på genus, sexualitet och rasism. Hon är även involverad i projektet Anti-genderism, där hon utforskar antigenusrörelser som motarbetar jämställdhet, feminism och hbtqi*-rättigheter i Norden. Ytterligare ett forskningsintresse för henne är skolans roll i att forma politiska subjekt, där hon undersöker processer av politisering och depolitisering bland elever och lärare.